# Gerard van der Leeden

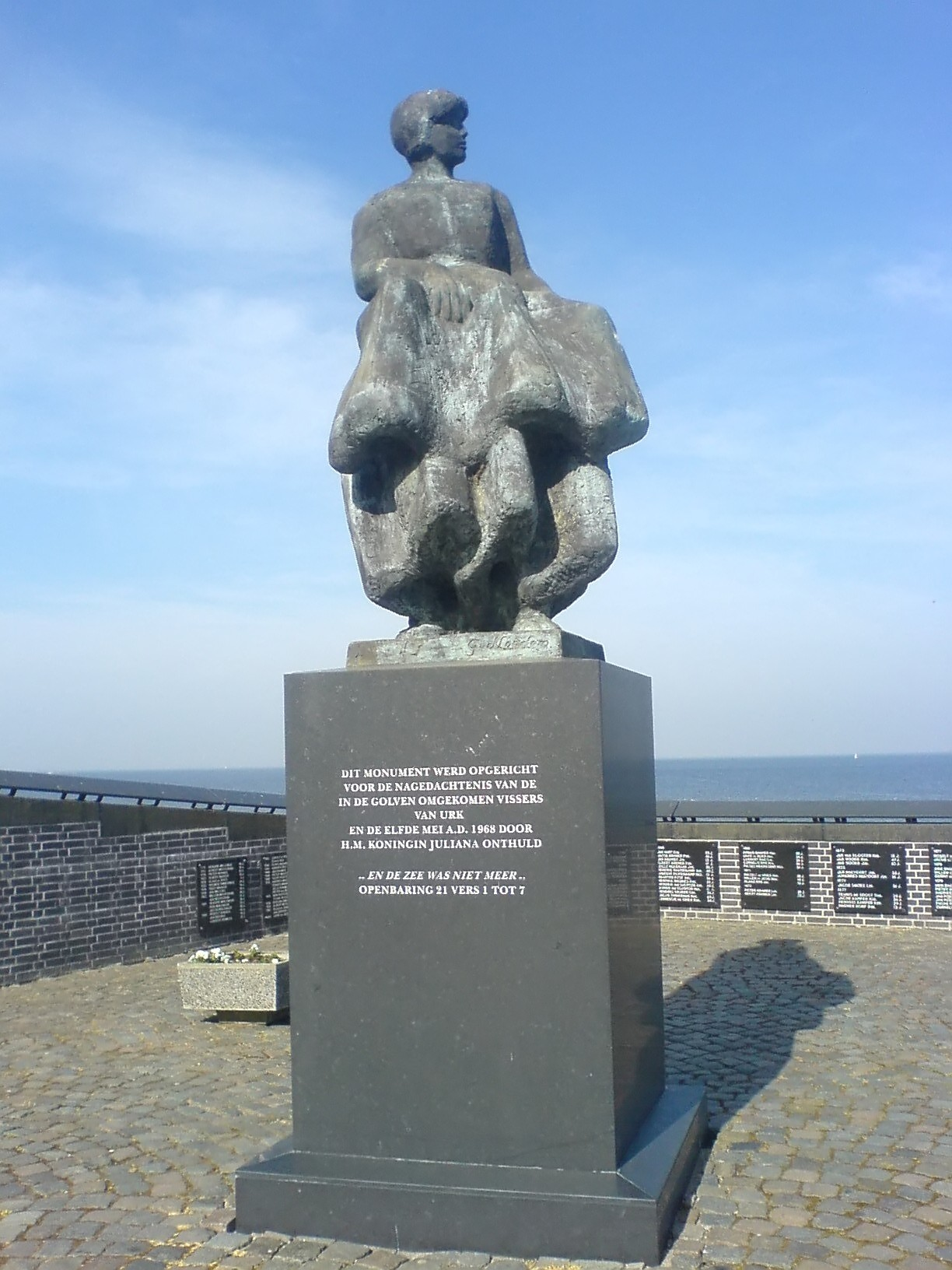
Vissersmonument in Urk door Gerard van der Leeden

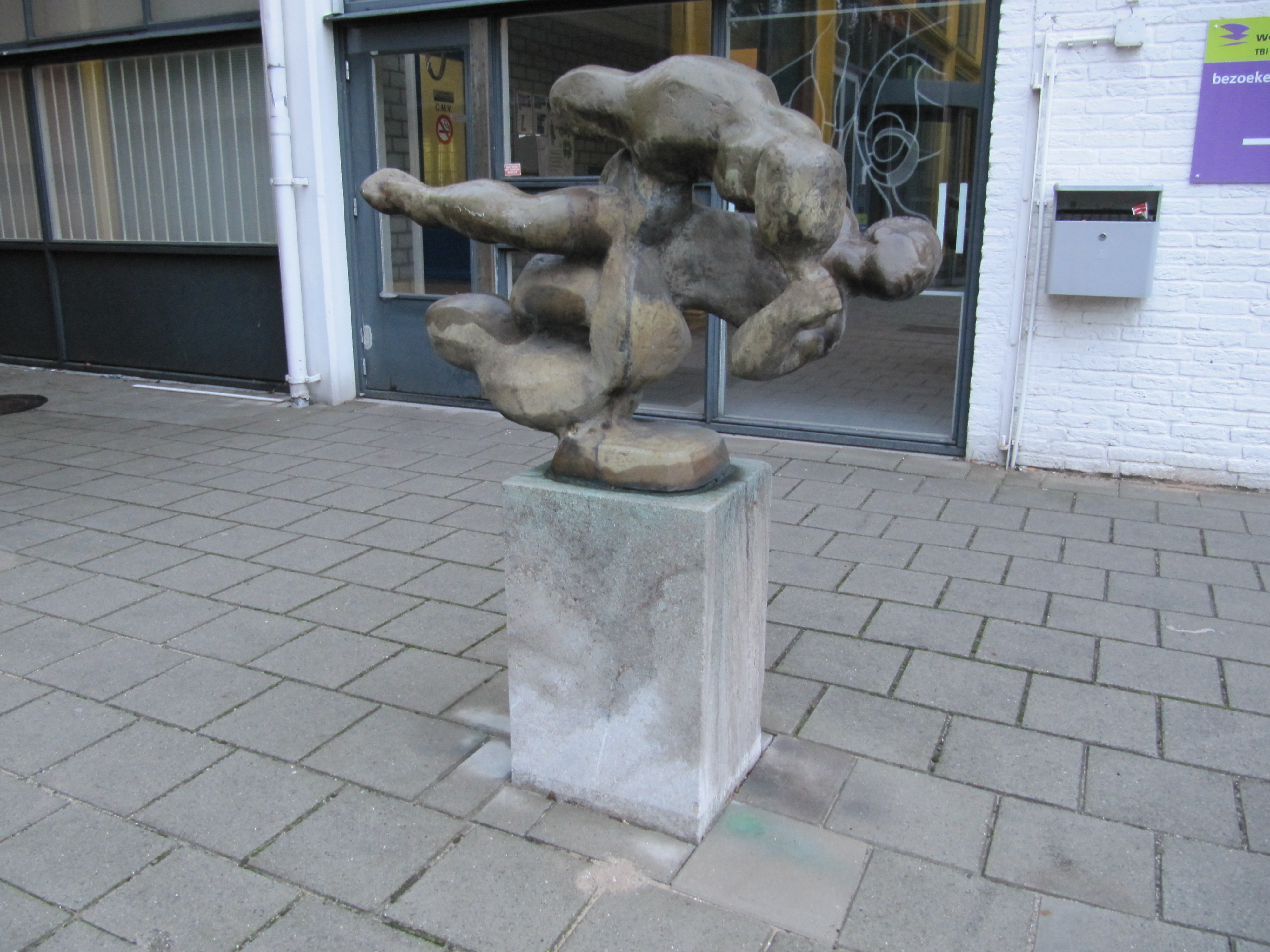
Prometheus, Utrecht

Gerard van der Leeden (Hengelo, 1935) is een Nederlandse beeldhouwer.

## Leven en werk
Van der Leeden kwam uit een muzikale familie en was goed in tekenen en handenarbeid. Als tienjarig bleekneusje werd hij na de oorlog naar de R.K. Pastorie te Tegna, Zwitserland gestuurd om aan te sterken. Van 1951-1954 studeerde hij beeldhouwen bij Henk Zweerus aan de Academie voor Kunst en Industrie (AKI) in Enschede. 
Daarna verhuisde hij naar Amsterdam en vervolgde zijn studie aan de Rijksakademie van Beeldende Kunsten bij Piet Esser. In zijn Amsterdamse tijd maakte hij kunstreizen naar Italië; hij bezocht veel musea en ontmoette de Zwitserse schilderes Charlotte Kruymel, die zijn vrouw werd. Hij studeerde af met een scriptie over Italiaanse beeldhouwkunst.
Om wat te verdienen tekende hij een stripverhaal over Pinkie Pienter, dat uitgegeven werd. Ondertussen fietste hij rond om een atelier te vinden en kwam terecht in het kunstenaarsdorp Bergen (NH), waar o.a. Henk Zweerus en John Rädecker woonden. Zijn vader hielp hem een daglonershuisje te kopen en op te knappen, waar hij sinds 1959 woont en werkt aan de Kerkedijk 152. 
In 1960 dong hij mee naar de Prix de Rome en ontving de Geraert ter Borchprijs van de provincie Overijssel.
Gerard van der Leeden is erelid van het KunstenaarsCentrumBergen (KCB).

## Werken (selectie)
Van der Leeden realiseerde kunstwerken in binnen- en buitenland, o.a.:
- 1962, Moriaantje, een naakt genderneutraal kinderbeeld onthuld bij een kleuterschool in Wormer; dat veel commotie onder de inwoners en de pers veroorzaakte, omdat Van der Leeden opdracht had gekregen om het beeld geen geslachtskenmerken te geven.[1]
- 1968: Op 11 mei werd het Vissersmonument in Urk onthuld door Koningin Juliana. Het monument stelt een vissersvrouw voor, die nog één keer achteromkijkt naar zee, vanwaar eigenlijk haar geliefde had moeten komen. Op de marmeren platen staan namen van hen die niet van zee terugkeerden.
- Zonen van Katwijk die niet terugkeerden in Katwijk aan Zee draagt de namen van 275  vissers die in de afgelopen 85 jaren op zee omgekomen zijn.
- 1995: Monument voor de gebroeders Quentemeyer is een standbeeld van een bokser in Enschede dat herinnert aan Hendrik Quentemeyer, die in 1947 Europees kampioen werd in het halfzwaar gewicht.
- Kind met Vogel naast zwembad De Beeck in Bergen.
- Portretbuste van Dr. Philipp Franz von Siebold in Tokio, een belangrijk figuur voor de vroegere Nederlandse factorij Dejima in Japan, onthuld in aanwezigheid van prins Willem Alexander en keizer Hirohito.
- Beeld van Hannie Schaft voor de Hannie Schafschool in Haarlem, onthuld door Freddie Oversteegen.

## Deukalioon Academie
Naast het maken van eigen werk is het lesgeven altijd erg belangrijk geweest. Eerst gaf Van der Leeden les bij Scarabee in Alkmaar, maar samen met zijn zoon Jeroen heeft hij later zijn eigen Deukalioon Academie opgezet.